# Обаршија-Клошани
Обаршија-Клошани (рум. Obârșia-Cloșani) је насеље и седиште истоимене општине Обаршија-Клошани у жупанији Мехединци у Румунији. Према попису из 2021. у насељу је било 737 становника.

## Становништво
| 1992. | 2002. | 2011. | 2021. |
| ----- | ----- | ----- | ----- |
| 893   | 913   | 788   | 737   |

Обаршија-Клошани је према попису из 2021. имао 737 становника што је за 51 мање (-6,47%) у односу на попис из 2011. када је у насељу било 788 становника.
Према попису из 2011. већину становништва су чинили Румуни (98,48%).
| Етнички састав према попису из 2011.‍ | Етнички састав према попису из 2011.‍ | Етнички састав према попису из 2011.‍ | Етнички састав према попису из 2011.‍ | Етнички састав према попису из 2011.‍ |
| ------------------------------------ | ------------------------------------ | ------------------------------------ | ------------------------------------ | ------------------------------------ |
|                                      |                                      |                                      |                                      |                                      |
| Румуни                               | Румуни                               |                                      | 776                                  | 98,48%                               |
| Непознато                            | Непознато                            |                                      | 12                                   | 1,52%                                |